# 塞外掠蛛
塞外掠蛛（学名：Drassodes lesserti）为平腹蛛科掠蛛属的动物。在中国大陆，分布于黑龙江等地。该物种的模式产地在黑龙江。